# Minox

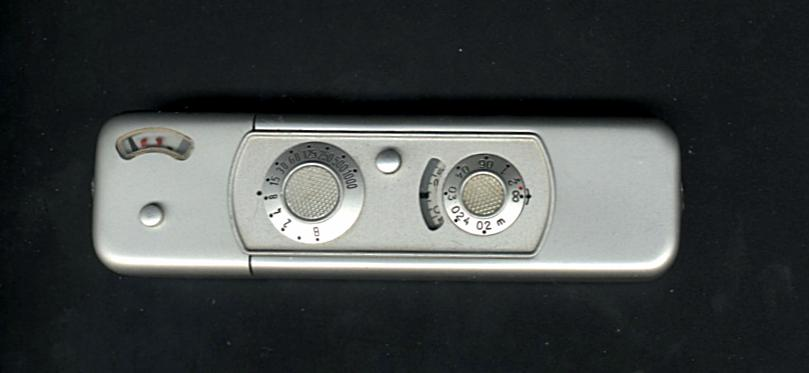
Minox BL

Minox GmbH är en tysk kameratillverkare som framförallt förknippas med sin klassiska spionkamera. 

## Historia
Fotografen och konstruktören Walter Zapp utvecklade ur-Minoxen i Tallinn och Riga under 1930-talet och var klar 1936. Minoxen var en minikamera och fick snabbt ett världsrykte som spionkamera. Från 1938 började VEF, Valsts Elektrotechniska Fabrika i Riga att tillverka denna modell. Ur-Minoxen skiljer sig på flera punkter från senare modeller, då objektiv, slutare och sökare var av enklare konstruktion och kamerahuset var av rostfritt stål. Den var därmed nästan dubbelt så tung som senare modeller av lättmetall. Denna s.k. Riga-Minox var revolutionerande genom sin konstruktion, form, storlek och tillförlitlighet. Den är idag ett eftertraktat samlarobjekt. 
Efter kriget år 1945 startade Walter Zapp företaget Minox GmbH i Wetzlar Tyskland som fortsatte att utveckla Minoxkameran och utökade sortimentet med nya kameror och annan optisk utrustning}. 